# شیشکرت
شیشکرت (به ارمنی: Շիշկերտ) یک منطقهٔ مسکونی در ارمنستان است که در تساو، ارمنستان واقع شده‌است.  در  کیلومتری جنوب کاپان، مرکز استان سیونیک واقع شده است.

## خصوصیات
شیشکرت ۲۶۴ نفر جمعیت دارد و در ارتفاع  متر بالاتر از سطح دریا قرار گرفته است.